# Kralj Edip
Kralj Edip (grčki Οιδίπους Τύραννος, latinski: Oedipus Rex) je atenska tragedija koju je napisao Sofoklo a koja je prvi put izvedena oko 429. pr. Kr.Iako je poznato da je Sofoklo osvojio drugu nagradu za seriju drama koja uključuje Kralja Edipa, točan datum praizvedbe je nepoznat. Korištenje motiva kuge na početku drame je za neke povjesničare fusnota na kugu koja je opustošila Atenu godine 430. pr. Kr., pa se zato datum smješta iza tog događaja.Kralj Edip bila je druga od Sofoklove tri tebanske drame koja je izvedena, ali je prva u internoj kronologiji, koju slijedi Edip na Kolonu a potom Antigona. 

## Sadržaj
Tragedija Kralj Edip (Οἰδίπoυς τύραννoς, 430. god.) ne obrađuje kao izravnu temu Edipov zločin, nego njegovo postupno razotkrivanje samoga sebe. U Tebi hara kuga, a mnoštvo tebanskog naroda sjedi na stubama žrtvenika pred kraljevskim dvorem i čeka Edipa kako bi ga zamolili da grad spasi te nevolje. Dolazi Edip i kaže narodu da je poslao šurjaka Kreonta u Delfe kako bi pitao proročište za savjet. Kreont javlja da će kuga prestati ako se pronađe, kazni i iz zemlje protjera ubojica kralja Laja. Tebanski starci, koji čine kor, savjetuju Edipa za savjet pitati vrača Tiresiju, ali vrač neće odati ubojicu. Edip se razljuti i optuži vrača da je sigurno u svezi s ubojicom. Gnjevan Tiresija označava kao ubojicu Edipa, koji misli da se je vrač tako dogovorio s Kreontom, jer se taj želi domoći prijestolja. Kreont se pokušava opravdati, ali pritom dolazi do svađe između njega i Edipa. Tada se pojavljuje Jokasta, koja umiruje kralja govoreći mu da se ne boji vračeva proroštva jer se nije ispunilo ni proroštvo da će Laj poginuti od sina; ubili su ga, naime, na raskrižju razbojnici, a sin je bio izložen nakon poroda. Edip se sada sjeti da je i on ubio nekoga na raskrižju, ali misli da to nije bio Laj, jer se već tvrdi da su ga ubili razbojnici. Kako bi se uvjerio, šalje po pastira koji je jedini od tadašnje Lajeve pratnje ostao živ. Tada stiže iz Korinta glasnik koji Edipu javlja za smrt njegova oca Poliba, a narod traži da im Edip bude kralj. Edip to otklanja, bojeći se proroštva da se ne bi oženio majkom, Polibovom ženom. Glasnik ga umiruje, govoreći mu da je njegov strah neopravdan, jer ionako nije Polibov sin. Na Edipovo pitanje odakle to zna, odgovorio je glasnik da ga je on osobno primio na Kiteronu od Lajevog pastira kad su ga htjeli izložiti. Taj je pastir onaj isti po kojega je poslao Edip. Jokasta shvati strašnu istinu i bez riječi odlazi u dvor. Pojavljuje se i pastir koji nikako ne želi odgovoriti na Edipova pitanja, ali konačno, pritisnut Edipovim prijetnjama, izjavljuje da je Edip, sin Lajev i Jokastin, ubojica svoga oca i suprug vlastite majke. Edip izvan sebe od boli odlazi u dvor. Uskoro sluga javlja da se Jokasta objesila, a Edip sam sebe oslijepio. Slijepi Edip izlazi iz dvora i moli Kreonta da se pobrine za njegove kćerke (Antigonu i Ismenu), a sinovi (Eteokle i Polinik) lako će se snaći. Edip se vrlo ganutljivo oprašta s kćerima, a Kreonta moli da ga otpremi iz zemlje. Kreont pristaje na to, ali prvo želi pitati za savjet proročište u Delfima. Zbor završava tragediju opomenom da nikoga ne treba smatrati prije smrti sretnim.

## Analiza
Kralj Edip se uz Antigonu smatra remek-djelom Sofoklove dramske umjetnosti. To je svakako najjače Sofoklovo djelo. U Kralju Edipu ocrtao je pjesnik tragičnu sudbinu iste osobe koju je i Eshil obradio u tebanskoj trilogiji (Laj, Edip, Sedmorica protiv Tebe). Dok je Eshil svoju radnju utemeljio na prokletstvu roda, (tj. čitava tragika prikazana je kao nasljedstvo krivnje), Sofoklo je usredotočio svu dramsku radnju na osobnu Edipovu sudbinu. Edip upotrebljava svu snagu svoje volje i oštroumnosti kako bi pronašao i kaznio Lajevog ubojicu i tako spasio Tebu od nevolje. U upornoj istrazi dolazi do strašne spoznaje. Sofoklo je majstorski ocrtao kako postupno ali sigurno izlazi na vidjelo strašna istina. Iako je Edip pritisnut dubokom patnjom i strašnom moralnom brigom, on ipak nije klonuo, nego i tada pokazuje veliku snagu i svijest, jer mirno prima na sebe svoju gorku sudbinu. Jokasta pokušava da potkopa vjeru u proročanstva, ali delfijski Apolon preko Tiresije izlazi kao pobjednik. Ta pjesnikova tragedija nam kazuje kako je ljudska mudrost ograničena i sreća promjenjiva, dok nasuprot tome stoji božansko sveznanje. Cijelom tragedijom provlači se slavljenje delfijskog proročišta, koje se u ono doba, pod uticajem sofistike, sve više napadalo. Kralj Edip je zapravo apologija delfijske religije.

## Vanjske poveznice
- Aristotle's Poetics: Notes on Sophocles' Oedipus  Arhivirana inačica izvorne stranice od 24. travnja 2011. (Wayback Machine)
- Background on Drama, Generally, and Applications to Sophocles' Play  Arhivirana inačica izvorne stranice od 29. lipnja 2007. (Wayback Machine)
- Study Guide for Sophocles' Oedipus the King  Arhivirana inačica izvorne stranice od 3. svibnja 2007. (Wayback Machine)
- Full text English translation of Oedipus the King by Ian Johnston, in verse  Arhivirana inačica izvorne stranice od 19. svibnja 2008. (Wayback Machine)
- Oedipus the King Book Notes  Arhivirana inačica izvorne stranice od 16. rujna 2008. (Wayback Machine) from Literapedia
- Oedipus the King from Project Gutenberg